# Mieke Kröger
Mieke Kröger (ur. 18 lipca 1993 w Bielefeld) – niemiecka kolarka szosowa i torowa, złota medalistka igrzysk olimpijskich (2020), wielokrotna medalistka mistrzostw świata i Europy.

## Kariera
Pierwszy sukces w karierze osiągnęła w 2011 roku, kiedy zdobyła brązowy medal w indywidualnej jeździe na czas juniorów podczas szosowych mistrzostw świata w Kopenhadze. W 2014 roku zdobyła złote medale w indywidualnej jeździe na czas U-23 na szosowych mistrzostwach Europy w Nyonie oraz w indywidualnym wyścigu na dochodzenie U-23 podczas torowych mistrzostw Europy. Podczas mistrzostw świata w Richmond w 2015 roku razem z zespołem Velocio-SRAM Pro Cycling wywalczyła złoty medal w drużynowej jeździe na czas. 
Podczas szosowych mistrzostw świata w Yorkshire w 2019 roku zdobyła srebrny medal w drużynowej jeździe na czas. W tej samej konkurencji zdobyła tez złoto na mistrzostwach świata w Brugii rok później. Ponadto na igrzyskach olimpijskich w Tokio w 2020 roku zdobyła złoty medal w drużynowym wyścigu na dochodzenie, a na torowych mistrzostwach świata w Roubaix w 2021 była najlepsza w drużynowym wyścigu na dochodzenie i trzecia w wyścigu indywidualnym.